# Păuleasca, Teleorman
Păuleasca este un sat în comuna Frumoasa din județul Teleorman, Muntenia, România.